# Caçadeira
Uma escopeta aberta
Caçadeira (designação usada unicamente no português europeu) ou Espingarda, é uma arma longa normalmente utilizada para caça. É projetada para disparar um cartucho cilíndrico (com paredes retas), que descarrega numerosos pequenos projéteis esféricos chamados bagos, ou um único projétil sólido chamado balote. As espingardas são mais comumente usadas como armas de fogo de cano liso, o que significa que os canos das armas não têm estrias na parede interna, mas também estão disponíveis canos estriados para disparar balas sabot (canos de bala). 
No Brasil as espingardas de repetição(ação por bomba ou alavanca), semiautomáticas, cano duplo ou cano monotiro pelos cidadãos normalmente são usadas para defesa residencial, prática de tiro esportivo ou caça e também são usadas por forças de segurança e militares, em algumas regiões são chamadas vulgarmente de "escopeta", "trabuco" ou pelo nome do calibre, por exemplo "a 12".
Em Portugal os termos espingarda e caçadeira referem-se a tipos de armas diferentes: espingarda é uma arma que usa balas com o objetivo de fazer um tiro preciso, enquanto as caçadeiras usam cartuchos com chumbo que ao ser disparado lança os chumbos numa trajetória em forma de cone para atingir uma área dispersa (razão pelo que são usadas na caça).
As espingardas são de uso muito restrito (só forças militares e militarizadas as podem usar) enquanto as caçadeiras podem ser usadas por qualquer pessoa, desde que devidamente licenciada.
Em Portugal as caçadeiras de canos serrados são de uso proibido.
As caçadeiras de ação de bomba, são muitas vezes denominadas pela designação em Inglês Shotgun.

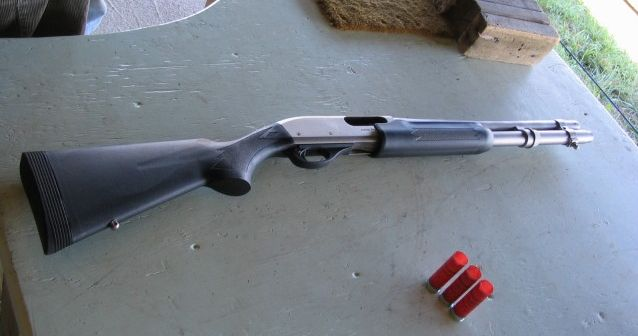
Espingarda de repetição, ação por bomba

## Riding Shotgun

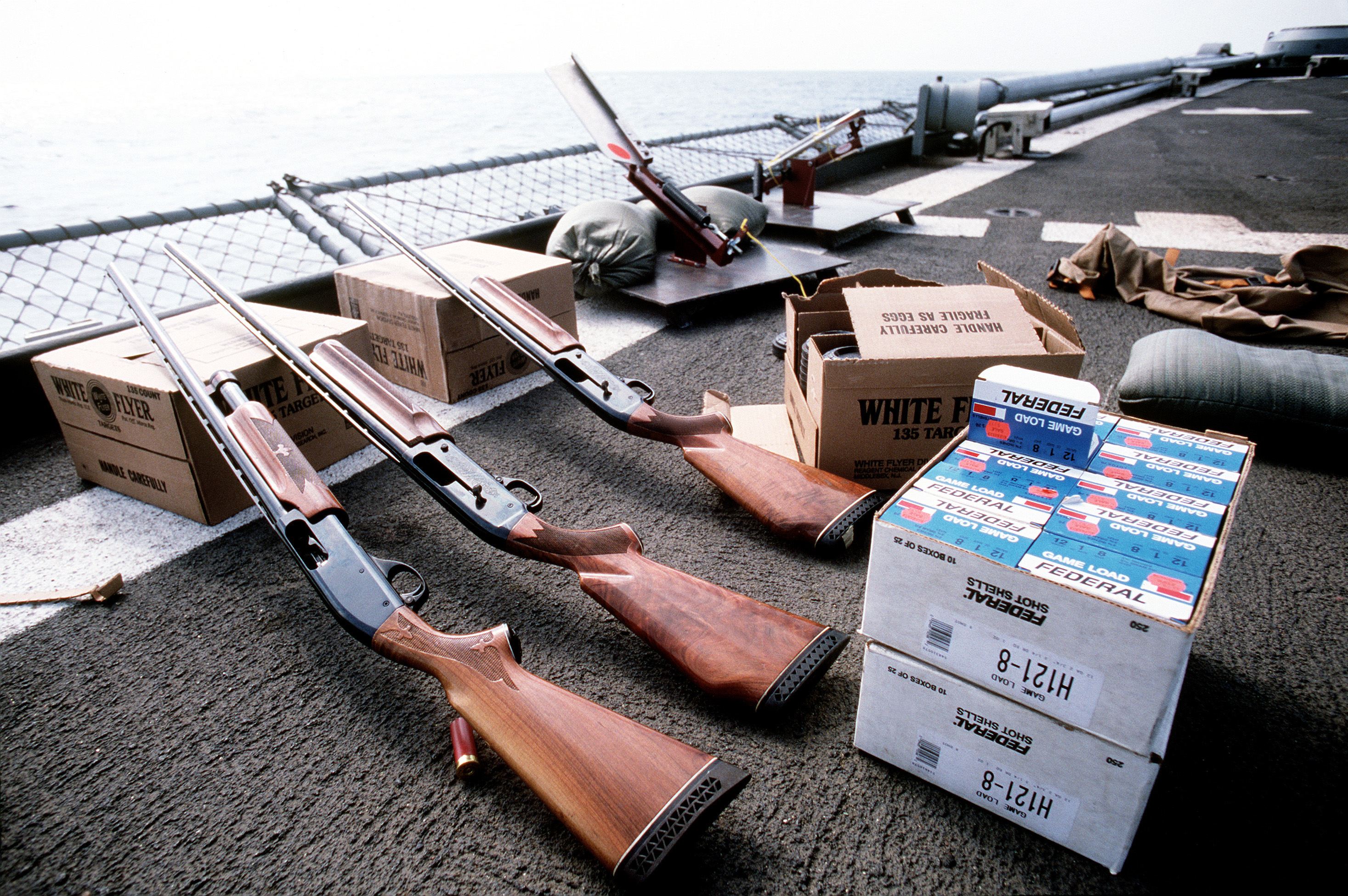
Espingardas.

"Riding shotgun" é uma expressão anglo-saxónica que se refere a viajar no lugar do passageiro da frente de um automóvel. O nome provém dos tempos da conquista do oeste americano, onde era comum um guarda armado viajar sentado ao lado do condutor das diligências. Em Portugal utiliza-se a expressão "lugar do morto", mas esta não está relacionada com armas de fogo (apenas com o facto de, antes da era dos cintos de segurança e airbags, ser esse o lugar com a taxa de mortalidade mais elevada em acidentes de viação).

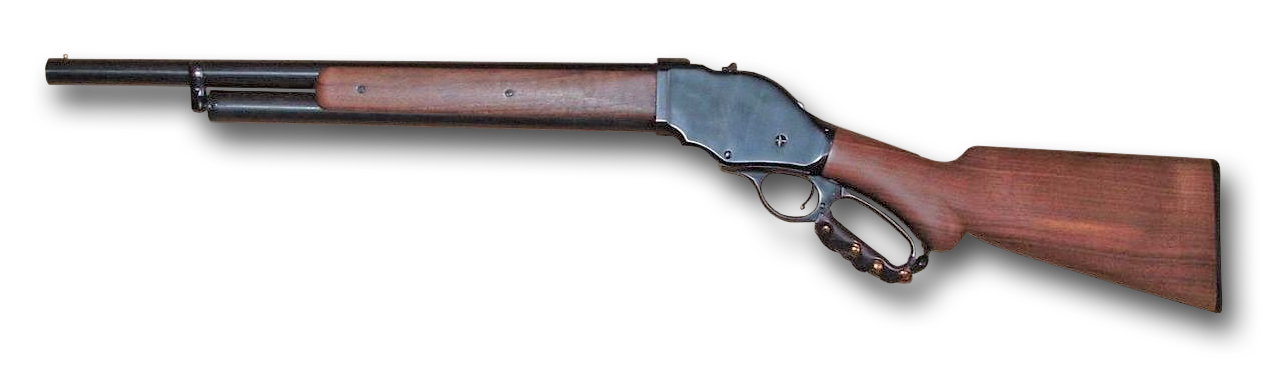
Espingarda de repetição, ação por alavanca

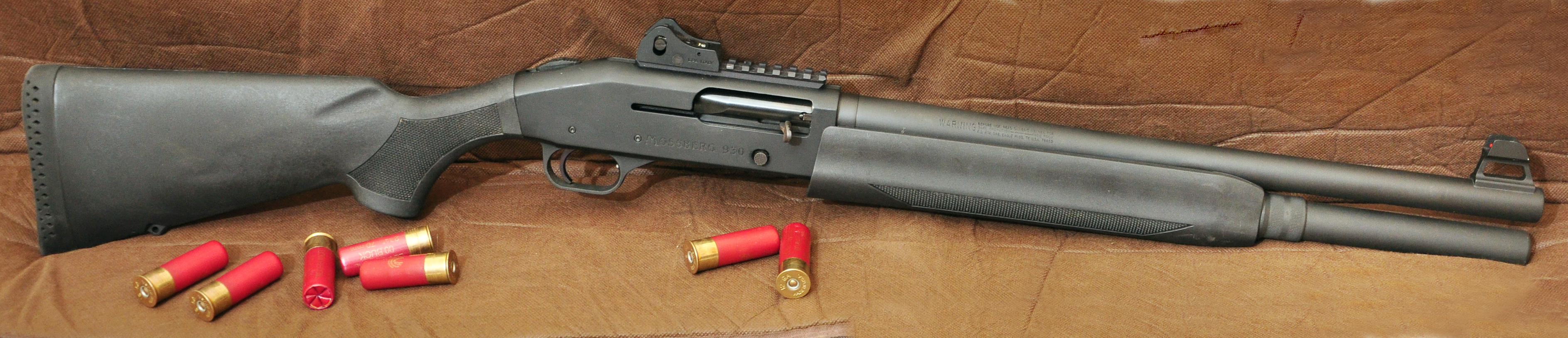
Espingarda semiautomática de alimentação por tubo

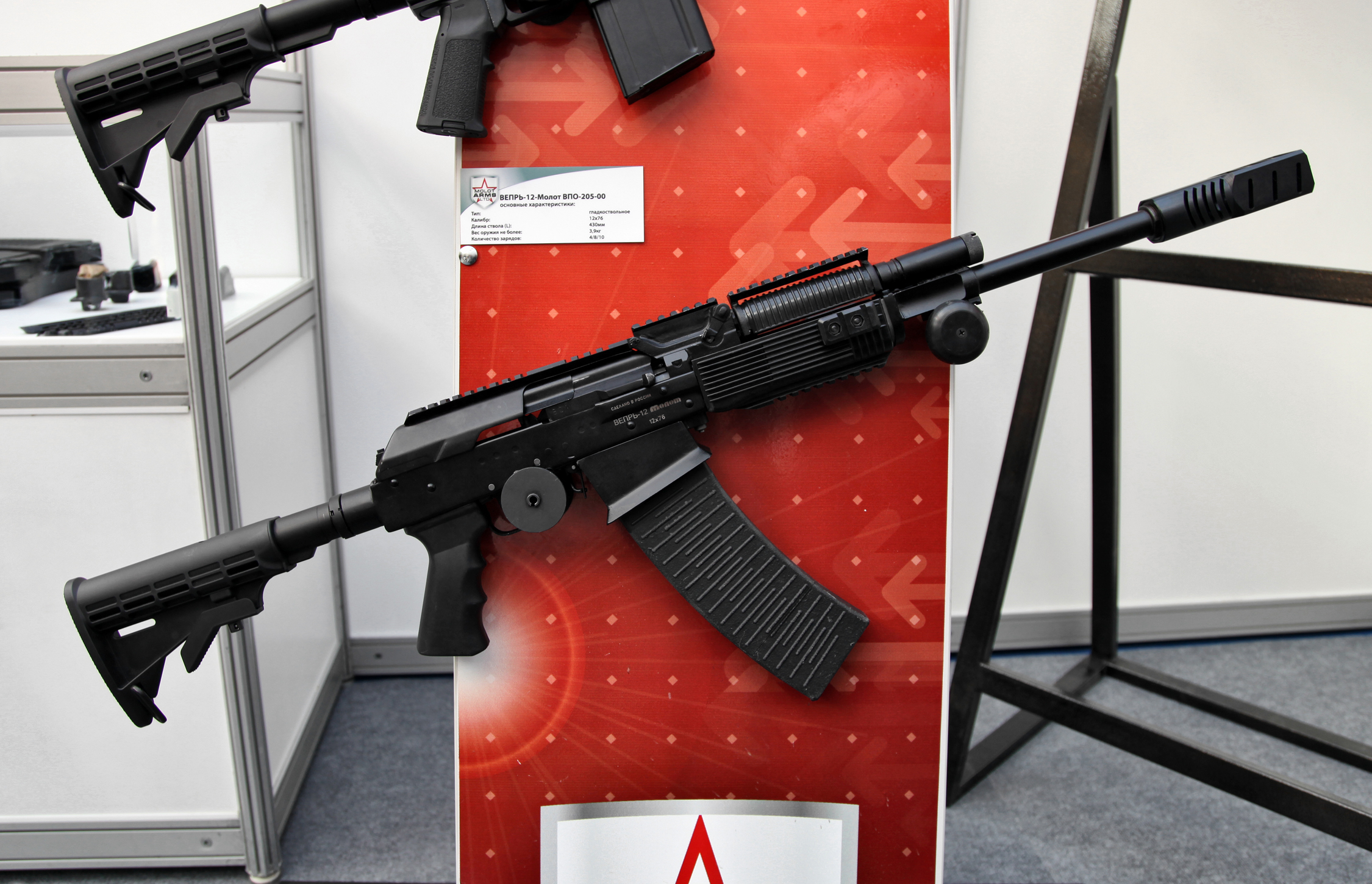
Espingarda semiautomática de carregador

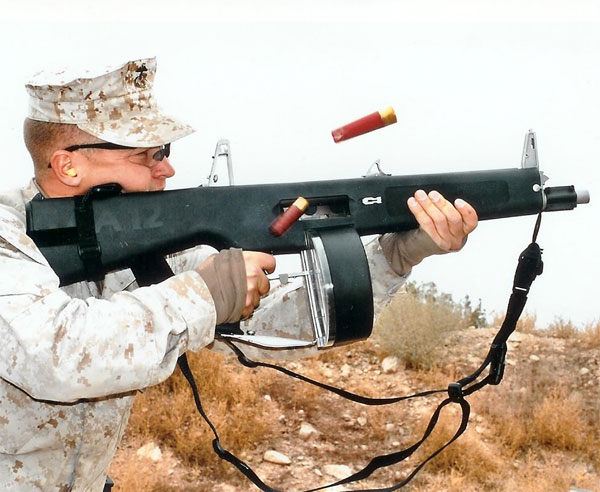
Espingarda automática de carregador